# City of Evil
Albums de Avenged Sevenfold
Waking the Fallen
(2003) All Excess
(2007)
City of Evil est le troisième album du groupe de heavy metal américain Avenged Sevenfold. Il a été lancé le 6 juin 2005 sous Warner Bros. Records and Hopeless Records.
C'est un tournant très marquant pour le groupe. Au niveau musical, M. Shadows or Matt Davies ne "scream"  plus (le "scream" est une technique de chant qui donne une impression de hurlement) et l'album fait la part belle aux solos de guitare, aux riffs de guitares harmonisés et aux influences variées, certaines chansons dépassant allégrement sept minutes comme Sidewinder et The Wicked End. L'album est loin du style musical proposé par le groupe à ses débuts, à savoir le Metalcore. City of Evil révèle des influences de groupes comme Guns N' Roses, Metallica, Iron Maiden et même Pantera. Un revirement qui déplaira à certains fans de Waking the Fallen, la sonorité du nouvel album étant complètement différente.
D'autre part, l'album atteint la trentième place du Billboard 200 la semaine de sa sortie avec plus de 30 000 albums vendus. Le groupe participe à nouveau au Vans Warped Tour, cette fois en tant que tête d'affiche et poursuit sa tournée avec la Cities of Evil Tour. City of Evil obtient un succès commercial remarquable, notamment grâce au single Bat Country, en faisant la première partie de la tournée mondiale de Guns N' Roses en 2006 et en participant, en tant que tête d'affiche, à plusieurs festivals majeurs tels que le Vans Warped Tour et le Ozzfest. Plusieurs chansons issues de l'album, notamment Bat Country et Beast and the Harlot sont utilisées dans des jeux-vidéo musicaux comme Rock Band et Guitar Hero. Blinded In Chains est présente dans Need For Speed Most Wanted. City of Evil devient le premier album du groupe à être certifié disque d'or puis disque de platine en août 2009.

## Histoire de l'album
Après le succès de Waking the Fallen, Avenged Sevenfold se sont forgé une grande renommée dans la scène de Metal californienne. Un changement de style de musique du groupe majeur peut être noté : M. Shadows or Matt Davies ne "scream" plus autant que dans ses précédents albums, contrairement à la rumeur, ce n'est pas à cause de problèmes à la gorge mais de son désir d'offrir des parties vocales moins homogènes et plus diversifiées. Mais on peut aussi voir beaucoup de travail à la guitare, combinant riff, twin solo (solos à plusieurs guitares, par exemple dans Bat Country) et des solos passant par une guitare plutôt mélodique à du shred ou encore de la guitare latine dans Sidewinder. Des passages à la batterie rapides et subtiles et une absence de "scream vocals" remplacés par du chant, ce qui ne plaît pas beaucoup aux fans de Waking the Fallen.

## Réception
L'album reçoit des critiques allant de moyennes à positives. L'album connaît un bon départ à commençant à la 30e place dans le Billboard. Allmusic lui attribue la note de note 3,5/5. Le magazine Rolling Stone le note 3/5, soulignant le travail accompli à la guitare, et le place en 100e position de son classement des 100 plus grands albums métal de tous les temps.
Guitar World a placé cet album 63e sur leur liste des 100 meilleurs albums de guitares.

## Liste des titres
Toutes les chansons sont écrites et composées par Avenged Sevenfold.
| 1.  | Beast and the Harlot  | 5:40 |
| 2.  | Burn It Down          | 4:58 |
| 3.  | Blinded in Chains     | 6:34 |
| 4.  | Bat Country           | 5:13 |
| 5.  | Trashed and Scattered | 5:53 |
| 6.  | Seize the Day         | 5:32 |
| 7.  | Sidewinder            | 7:01 |
| 8.  | The Wicked End        | 7:10 |
| 9.  | Strength of the World | 9:14 |
| 10. | Betrayed              | 6:47 |
| 11. | M.I.A.                | 8:46 |

### Anecdotes
Quelques morceaux de cet album ont fait une apparition dans un ou plusieurs jeux vidéo:
- Beast and the Harlot dans Burnout Revenge, Guitar Hero II et Guitar Hero: Smash Hits.
- Blinded in Chains dans Need for Speed: Most Wanted et Arena Football 06.
- Bat Country dans Madden NFL 06, NHL 06, SSX On Tour, Saints Row 2, Rock Band 2, Guitar Hero: Warriors of Rock et Rocksmith 2014
- Seize the Day dans Rock Band 2 Avenged Sevenfold Pack.